# Coughs and sneezes spread diseases

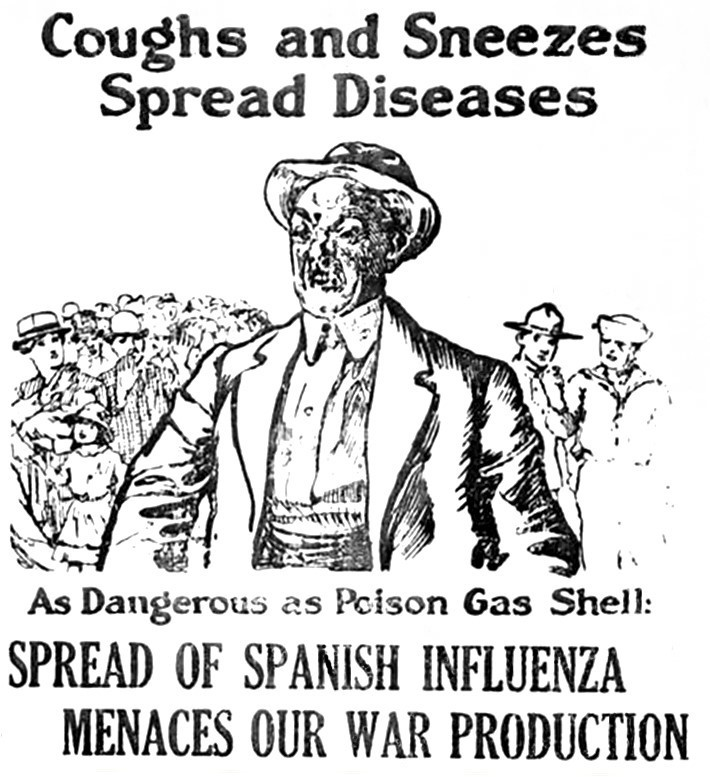
Chiến dịch năm 1918 về sự nguy hiểm của bệnh cúm Tây Ban Nha.

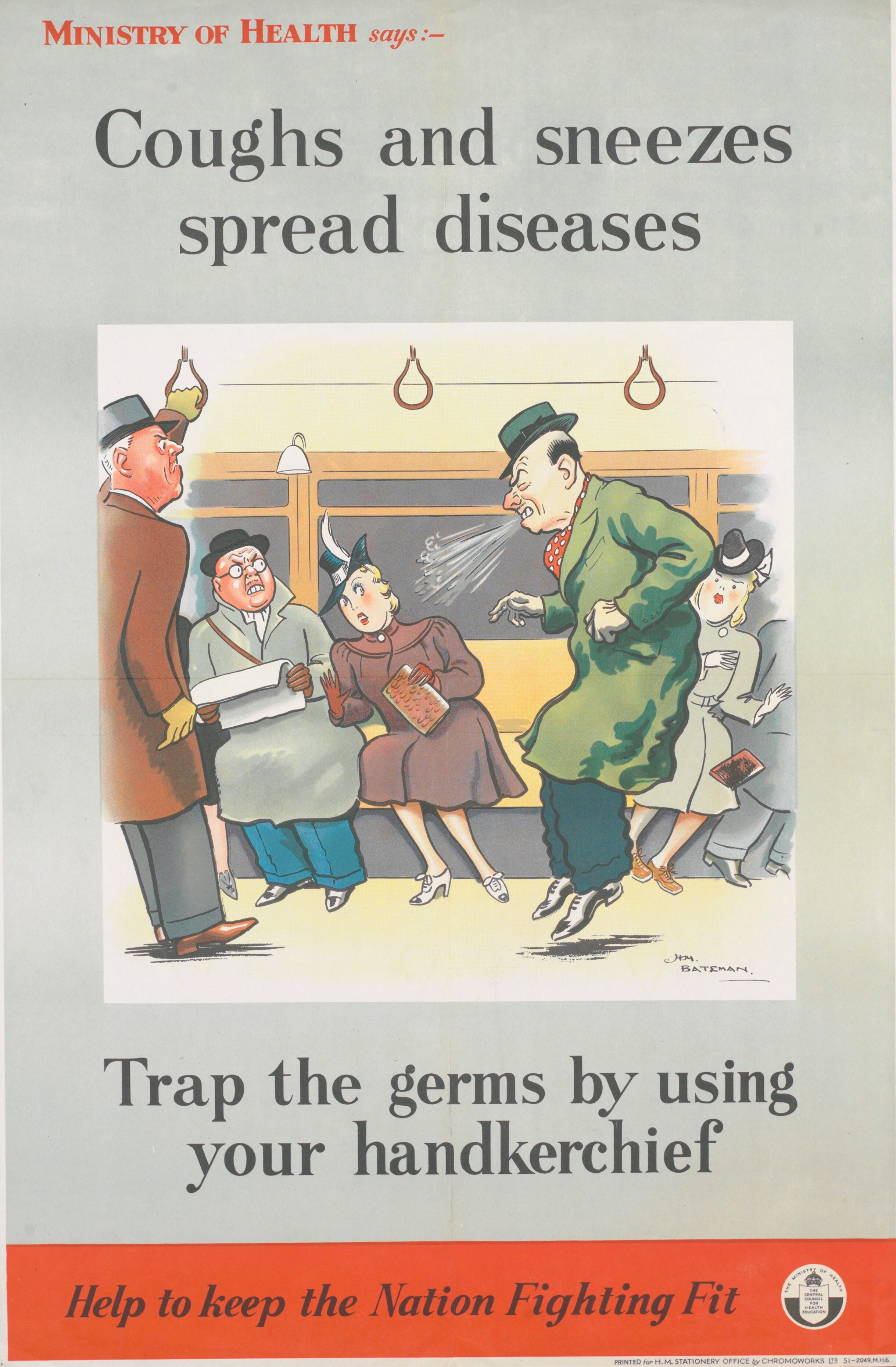
Áp phích của Bộ Y tế Vương quốc Anh được sử dụng trong Chiến tranh thế giới thứ hai, do HM Bateman thiết kế.

"Coughs and sneezes spread diseases" (tạm dịch: "Ho và hắt hơi làm lây lan bệnh") là một khẩu hiệu xuất hiện lần đầu tiên tại Hoa Kỳ trong đại dịch cúm Tây Ban Nha năm 1918, sau đó được sử dụng trong Chiến tranh thế giới thứ hai bởi Bộ Y tế ở các nước thuộc Khối thịnh vượng chung nhằm khuyến khích giữ vệ sinh công cộng tốt để ngăn chặn sự lây lan của bệnh cảm lạnh, cúm và các bệnh về đường hô hấp khác.